# Stazione di Valenzano
La stazione di Valenzano è una stazione ferroviaria al servizio del comune di Valenzano, posta sulla ferrovia Mungivacca-Putignano. Gestita dalle Ferrovie del Sud Est, è entrata in servizio nel 1905.

## Servizi
La stazione dispone di:
- Biglietteria a sportello e automatica
- Servizi igienici
- Area per l'attesa
- Accessibilità per portatori di handicap
- Parcheggio di scambio
- Fermata autolinee extraurbane

## Movimento
La stazione è servita dai treni regionali svolti dalle Ferrovie del Sud Est nella relazione Bari - Putignano via la linea 1 bis.